# Jean Piot
Pour les articles homonymes, voir Piot.
Jean Piot, né le 10 mai 1890 à Saint-Quentin et mort le 15 décembre 1961 à La Sauvetat, est un escrimeur français. 
Il est double champion olympique d'escrime dans deux armes, en épée par équipes et en fleuret par équipes lors des Jeux olympiques d'été de 1932 à Los Angeles, mais il ne décroche pas de médaille au sabre individuel.
Piot a également participé aux Jeux olympiques d'été de 1928 à Amsterdam en sabre par équipes et aux Jeux olympiques d'été de 1936 à Berlin en sabre individuel et par équipes, sans parvenir à obtenir une médaille. 
Il est l'oncle de l'escrimeur français Maurice Piot.

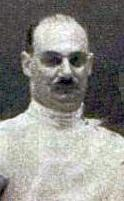
Jean Piot en 1934, à Los Angeles.